# Batalla de Cepeda (1859)
La Batalla de Cepeda del 23 de octubre de 1859 ocurrió durante las guerras civiles argentinas y fue la segunda de las dos llevadas a cabo en la cañada del  arroyo Cepeda (afluente del Arroyo del Medio que divide las provincias de Buenos Aires y Santa Fe), a 45 km al suroeste de la ciudad de San Nicolás de los Arroyos
Se enfrentaron fuerzas del Estado de Buenos Aires, separada del resto del país, y de la Confederación Argentina, genéricamente identificada con el Partido Federal.
La otra batalla de Cepeda (del 1 de febrero de 1820) había iniciado la época de la disgregación argentina y de la preeminencia de los caudillos.
El ejército porteño fue derrotado y, tras varias negociaciones, se llegó a una transacción a través del Pacto de San José de Flores, que reincorporaba la provincia de Buenos Aires a la Confederación Argentina.

## Causas
La batalla de Caseros, en 1852, había clausurado la época de las autonomías provinciales en la Argentina, pero no los enfrentamientos entre la provincia de Buenos Aires y la reorganizada Confederación Argentina. El grupo dirigente de Buenos Aires, formado por antiguos unitarios y rosistas, se negó a organizar el país a través de una Constitución federal en pie de igualdad con las demás provincias. De modo que se separaron del resto del país, estableciendo lo que se conoce como Estado de Buenos Aires. Este no participó en la sanción de la Constitución Argentina de 1853, ni la aceptó, ni tampoco se consideró incorporado a la Confederación Argentina.
Durante la presidencia de Justo José de Urquiza ―el vencedor de Caseros― el país quedó dividido en dos. Hubo varios intentos de invasión sobre la provincia rebelde, pero Urquiza mantuvo una política de conciliación, intentando convencer a los porteños de negociar su incorporación. Pero los sucesivos gobiernos porteños se negaron por completo. Tampoco resultó el intento de apoyar a un candidato a gobernador que estuviera dispuesto a negociar, porque el apoyo de los intereses económicos al grupo gobernante y la violencia en las elecciones aseguraron la victoria del más encarnizado de los representantes del recién conformado "Partido de la Libertad" —Valentín Alsina—, que asumió el gobierno provincial en mayo de 1857.
La Confederación, además, tenía serios problemas económicos que no lograba resolver; el comercio exterior seguía pasando casi exclusivamente por la aduana de Buenos Aires, que era ―por mucho― la mayor fuente de ingresos fiscales del país. De modo que no podía sostener esa situación por mucho tiempo más. El enfrentamiento era tanto por posiciones ideológicas, pero sobre todo por el predominio político y económico, y el derecho a imponer su política económica a la otra parte.

## Se inicia la guerra
El asesinato del exgobernador de la provincia de San Juan Nazario Benavídez por un gobierno liberal afín al de Buenos Aires inauguró la escalada hacia el enfrentamiento armado. La provincia fue intervenida por el gobierno nacional; el gobierno y la opinión pública porteña lo tomaron como una ofensa.
El curso de los acontecimientos motivó que el Congreso de la Confederación dictase, el 1 de abril de 1859, una ley por la cual Urquiza debía reincorporar en forma pacífica la provincia disidente, pero si esto no era posible ordenaba emplear las armas a la brevedad. El 6 de mayo de 1859, una ley autorizaba al presidente a usar la fuerza para obligar a Buenos Aires a reincorporarse.
El gobierno de Buenos Aires interpretó esta ley como una formal declaración de la guerra y en el mes de mayo la Legislatura porteña dispuso repeler con sus tropas cualquier agresión: el jefe del ejército porteño, el coronel Bartolomé Mitre, recibió orden de invadir la provincia de Santa Fe, mientras los buques de guerra porteños bloqueaban el puerto de Paraná, la capital de la Confederación.
Ante la inminencia del conflicto, Estados Unidos, Inglaterra, Brasil y Paraguay trataron de interceder amistosamente. Pero ni Alsina ni Mitre aceptaban nada excepto la renuncia de Urquiza, o la guerra. El propio Urquiza, que desde 1852 había intentado negociar siempre, estaba ahora particularmente furioso por el asesinato de Benavídez y por la apología del crimen que habían cometido varios periódicos porteños.
A mediados de octubre de 1859, el general Tomás Guido, comandante de la escuadra nacional, ordenó a la misma forzar el paso de la isla Martín García. Tras un breve combate naval, la escuadra federal apareció frente a Buenos Aires; la guerra había comenzado.

## La batalla
El ejército de la Confederación incluía 14 000 hombres, de los cuales 10 000 eran de caballería y 3000 de infantería; además, estaba artillado con 35 cañones y obuses. Incluía también fuertes divisiones de ranqueles de los caciques Cristo y Coliqueo. En sus filas figuraban los generales Juan Esteban Pedernera, Hilario Lagos, Juan Pablo López, Manuel Basavilbaso, Manuel Antonio Urdinarrain y Miguel Galarza.
El ejército de Buenos Aires reunía 9000 hombres, de los cuales 4700 eran infantes y 4000 jinetes, con 24 piezas de artillería. En sus filas formaban los generales Wenceslao Paunero, Venancio Flores ―al frente de una división cuyos oficiales eran uruguayos, y que se haría tristemente célebre en la siguiente década (véase Matanza de Cañada de Gómez y Matanza de Paysandú)― y Manuel Hornos. Con ellos iban los coroneles Ignacio Rivas, Julio de Vedia, Benito Nazar, Emilio Conesa, Adolfo Alsina y Emilio Mitre.
Las fuerzas porteñas estaban muy disminuidas por el alto número de hombres que debían proteger la frontera de su provincia de las invasiones de los indios. De hecho, estos mismos indios, como Juan Calfucurá, eran aliados de Urquiza y sus incursiones formaban parte de la estrategia de este.
Las fuerzas de Mitre se apoyaban en el puerto de San Nicolás de los Arroyos, y las de Urquiza en el de Rosario.
El 22 de octubre de 1859, las avanzadas de ambos ejércitos chocaron en la cañada del arroyo Cepeda (que desemboca en el Arroyo del Medio del lado bonaerense), a unos 5 km al este del actual pueblo de Mariano Benítez, y a 25 km al norte de la villa de Pergamino. No hubo resultados decisivos.
Al día siguiente, los ejércitos estaban frente a frente y Urquiza arengó a sus tropas:

He querido evitar la sangre y he procurado la paz. El gobierno de Buenos Aires se empeña en provocarnos con un ejército que no puede resistirnos. Pues bien, conquistemos por la acción de las armas una paz duradera.

A media tarde se inició la batalla. Mitre intentó decidirla por la infantería, colocando la caballería a la retaguardia. En los primeros momentos, los porteños lograron detener el avance de la infantería nacional, pero enseguida Urquiza desplegó su experimentada caballería en dos alas, rodeó la formación porteña y atacó a su caballería. Simultáneamente, parte de la infantería federal logró destruir tres batallones porteños, formados por tropas bisoñas.
En el momento en que se ponía el sol, Mitre intentó girar un cuarto de vuelta su formación, desorganizándola. Ambos generales sabían que la batalla estaba ganada para la Confederación; en cuanto los federales dejaron de disparar sus cañones, reinó de pronto el silencio. Mitre lo hizo tapar con el Himno nacional argentino y otras piezas de música ejecutadas por su banda, mientras pasaba revista a sus tropas en la oscuridad. No necesitó mucho para saber que le quedaban muy pocas municiones.
Del bando porteño 100 hombres perdieron la vida, otros 90 fueron heridos y 2000 prisioneros, entre los cuales 21 eran oficiales. Se perdieron también 20 cañones. Entre los nacionales se contaron 300 muertos, 24 de ellos oficiales.

## Después de la batalla
Mitre inició entonces la retirada en medio de la noche, sin detenerse para dar de comer ni de beber a sus hombres.
Al centro ubicó a los heridos y los pocos jinetes que no se habían dispersado, y a los costados los infantes; del lado exterior estaban los que llevaban sus armas sanas y cargadas.
Los federales tirotearon a los porteños, pero los tiradores de Mitre contestaron el fuego y la marcha prosiguió. A la una y media de la tarde del 25 los 2.000 hombres que quedaban del ejército porteño entraban en San Nicolás.
Así, dos días después de la batalla, embarcados en los buques de su armada al mando de Antonio Susini, los porteños iniciaron la retirada hacia Buenos Aires; apenas salidos del puerto de San Nicolás fueron interceptados por la flota federal comandada por Luis Cabassa, pero tras un breve combate una oportuna tormenta los salvó. Al llegar a la ciudad, Mitre anunció pomposamente que llegaba con sus «legiones intactas», lo cual era sencillamente falso.
Los indios aliados de Urquiza presionaron sobre las fronteras, y efímeramente lograron controlar algunos pueblos importantes, pero en definitiva fueron derrotados.
Urquiza, en cambio, avanzó rápidamente sobre la ciudad, lanzando proclamas pacifistas:

Vengo a arrebatar el poder a un círculo que lo ejerce en su provecho para devolverlo al pueblo, que lo usará para su prosperidad. Al fin de mi carrera política, mi única ambición es contemplar desde el hogar tranquilo, una y feliz, la República Argentina, que me cuesta largos años de crudas fatigas… Vengo a ofreceros una paz duradera bajo la bandera de nuestros mayores, bajo una ley común, protectora y hermosa.

Hubiera podido entrar a Buenos Aires por la fuerza, pero acampó en las afueras, en el pueblo de San José de Flores. Desde allí presionó al gobernador Alsina; algunos de su partido creyeron ver que Urquiza estaba dispuesto a todo a cambio de la paz, siempre y cuando Buenos Aires se reincorporara a la Confederación. Alsina decidió no aceptar ninguna negociación, pero sus aliados lo dejaron solo y debió renunciar.
Tras la mediación del hijo de presidente paraguayo ―y futuro presidente también― Francisco Solano López, finalmente se firmó el Pacto de San José de Flores o de Unión Nacional.

## Consecuencias
La batalla y el pacto reincorporaron de derecho la provincia de Buenos Aires a la República Argentina.
El medio negociado fue la revisión de la Constitución por una convención porteña. Redactadas hábilmente en tono moderado, fueron rápidamente aceptadas por la Convención Nacional. En la práctica, la reforma garantizaba a Buenos Aires la continuidad de las rentas de su aduana por seis años, y cierto control económico sobre el resto del país. Además, algunas de sus instituciones, como el Banco de la Provincia de Buenos Aires, quedaban perpetuamente libres de impuestos nacionales.
Muchos observadores notaron que los porteños no cedían mucho, y pensaron que iban a buscar cualquier excusa para no reincorporarse a la República, a menos que se pudieran asegurar el control real sobre todo el país. No faltaban quienes estaban indignados con Urquiza, que, según Ricardo López Jordán, «había llegado a Buenos Aires como vencedor, y negociado como derrotado».
Eso fue lo que ocurrió: los porteños se aseguraron una serie de alianzas con algunos gobernadores del interior, intrigaron entre Urquiza y su sucesor Santiago Derqui, se fortalecieron económica y militarmente, y finalmente rechazaron su incorporación al resto del país con excusas. Eso llevaría a la batalla de Pavón (17 de septiembre de 1861).
En Pavón volvieron a enfrentarse Urquiza y Mitre; sin resultados concluyentes: la caballería de Urquiza desbandó a la porteña, pero la infantería de Mitre mantuvo el centro y quedaría eventualmente dueña del campo de batalla. Según varios historiadores, pudo considerarse otro triunfo del ejército federal, pero este se retiró ―posiblemente tras el pago de un soborno, aunque otras versiones afirman que al ser ambos masones, Mitre era de un grado superior al de Urquiza y por esto el entrerriano le debía obediencia y entregar la batalla―, dejándole la victoria y el control de todo el país a Mitre. Este impuso su dominación por medios violentos y se hizo elegir presidente en 1862.
Cepeda fue una gran victoria del Partido Federal, pero terminó siendo apenas un episodio más en el camino hacia la victoria definitiva del predominio de los liberales porteños. Serían éstos quienes reorganizarían el país a partir de 1861, imponiendo un sistema político sólo legalmente federal, un sistema económico centrado en las exportaciones agropecuarias y un sistema cultural de imitación de todo lo que fuera europeo.